# Skrýšov (Polná)
Vesnice Skrýšov (německy Skrischow) je nejmenší místní část města Polná v okrese Jihlava. Nachází se 4 km východně od Polné. Prochází tudy okresní silnice spojující Polnou se Žďárem nad Sázavou.

## Název
Název se vyvíjel od varianty Serisowe (1233), Krejšov (1502), Skregssow (1654). Místní jméno vzniklo uměle a znamenalo místo, kde je něco skryto či se zde nachází skrýše či doupě. Podle sčítání obyvatelstva 1910 název kolísal mezi Skrýšov a Skrejšov.

## Historie
Je jednou z nejstarších vsí na Polensku. První zmínka pochází z roku 1233. Další zmínka pochází z roku 1242 v listině krále Václava I., spolu se Janovicemi patřila obec od roku 1447 Špitálské nadaci Jana Sezimy z Rochova. Během třicetileté války byl poničen, zůstali zde čtyři sedláci a přibyli dva noví.
V letech 1869–1980 spadal Skrýšov jako osada pod obec Janovice, se kterými byl 1. dubna 1980 připojen k městu Polná.

## Přírodní poměry
Skrýšov leží v okrese Jihlava v Kraji Vysočina. Nachází se 3 km jihozápadně od Poděšína, 1 km severovýchodně od Záborné a 4,5 km severovýchodně od Polné. Geomorfologicky je oblast součástí Česko-moravské subprovincie, konkrétně Havlíčkobrodské pahorkatiny a jejího podcelku Hornosázavská pahorkatina, v jejíž rámci spadá pod geomorfologický okrsek Přibyslavská pahorkatina. Průměrná nadmořská výška činí 545 metrů. Nejvyšší bod, Za lesem (590 m n. m.), leží východně od vsi. Skrýšovem protéká Skrýšovský potok. Ve vsi se rozkládá Obecní rybník, 500 m jihovýchodně rybník Křováč.

## Obyvatelstvo
Ve Skrýšově v současné době žije 29 obyvatel, v roce 1836 zde bydlelo 147 lidí. Téměř polovinu domků využívají k rekreačním účelům chalupáři. Podle sčítání 1921 zde žilo v 19 domech 114 obyvatel, z nichž bylo 54 žen. 113 obyvatel se hlásilo k československé národnosti. Žilo zde 113 římských katolíků.
| Rok            | 1836 | 1869 | 1880 | 1890 | 1900 | 1910 | 1921 | 1930 | 1950 | 1961 | 1970 | 1980 | 1991 | 2001 |
| -------------- | ---- | ---- | ---- | ---- | ---- | ---- | ---- | ---- | ---- | ---- | ---- | ---- | ---- | ---- |
| Počet obyvatel | 147  | 132  | 130  | 137  | 129  | 115  | 114  | 121  | 90   | 62   | 42   | 29   | 27   | 21   |

## Hospodářství a doprava
Prochází tudy silnice III. třídy č. 35210 ze Záborné do Poděšína. Dopravní obslužnost zajišťuje dopravce ZDAR. Autobusy jezdí ve směrech Žďár nad Sázavou, Polná, Jihlava, Nížkov a Humpolec. Skrýšovem vede cyklistická trasa č. 4336 ze Záborné do Poděšína.

## Školství, kultura a sport
Místní děti dojíždějí do základní školy v Polné. Funguje zde útulek pro kočky Dobré ruce.

## Pamětihodnosti
Kaple, zasvěcená Panně Marii, byla postavena v roce 1932 a dne 16. 8. 2008 po tříleté rekonstrukci slavnostně posvěcena.

## Významné osobnosti
- Z místního starého rodu Plevů pocházel spisovatel Josef Věromír Pleva.
- Narodil se zde Jan Pleva (1843–1929), zemědělský buditel a poslanec říšského sněmu.

## Další fotografie

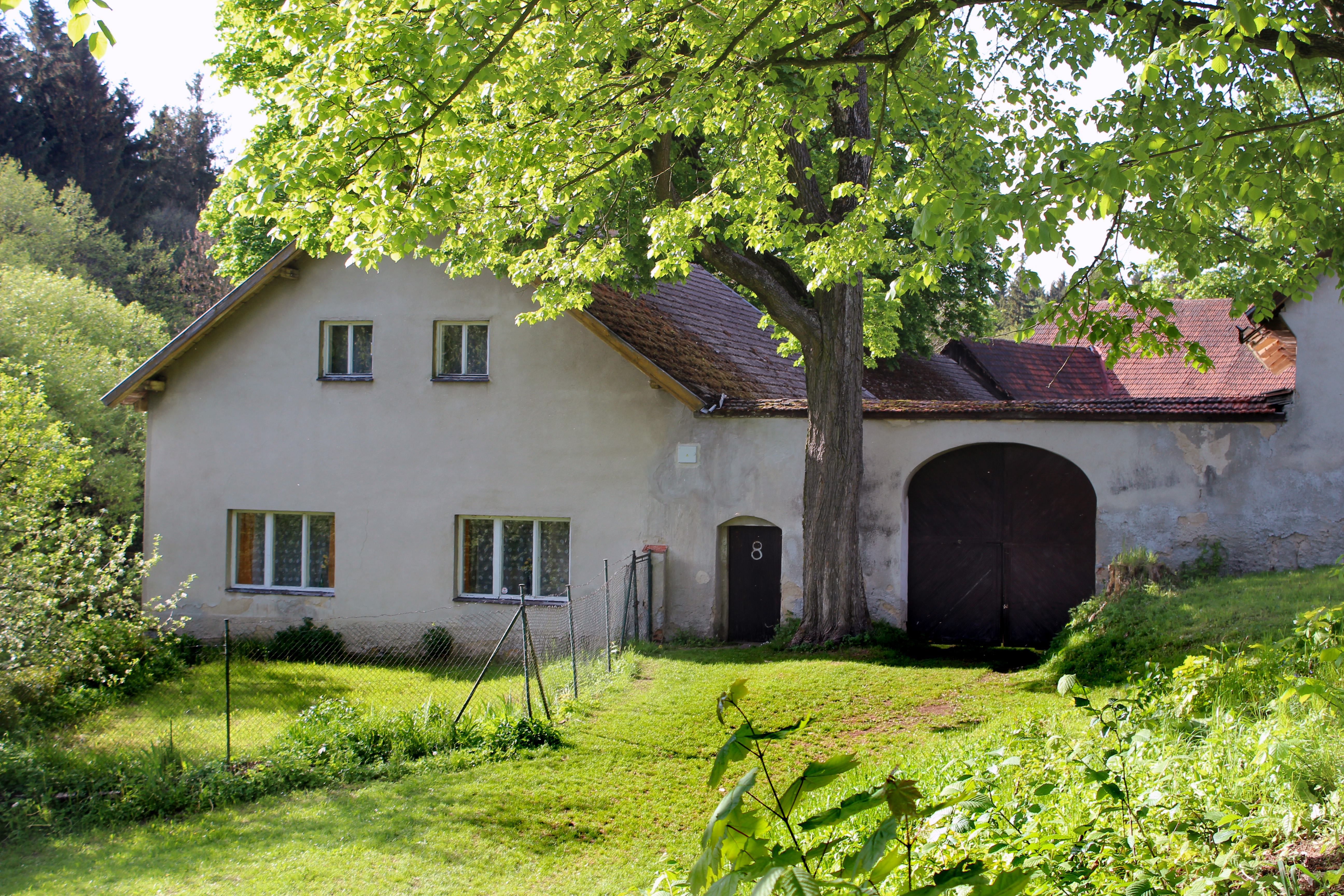
Bývalý statek
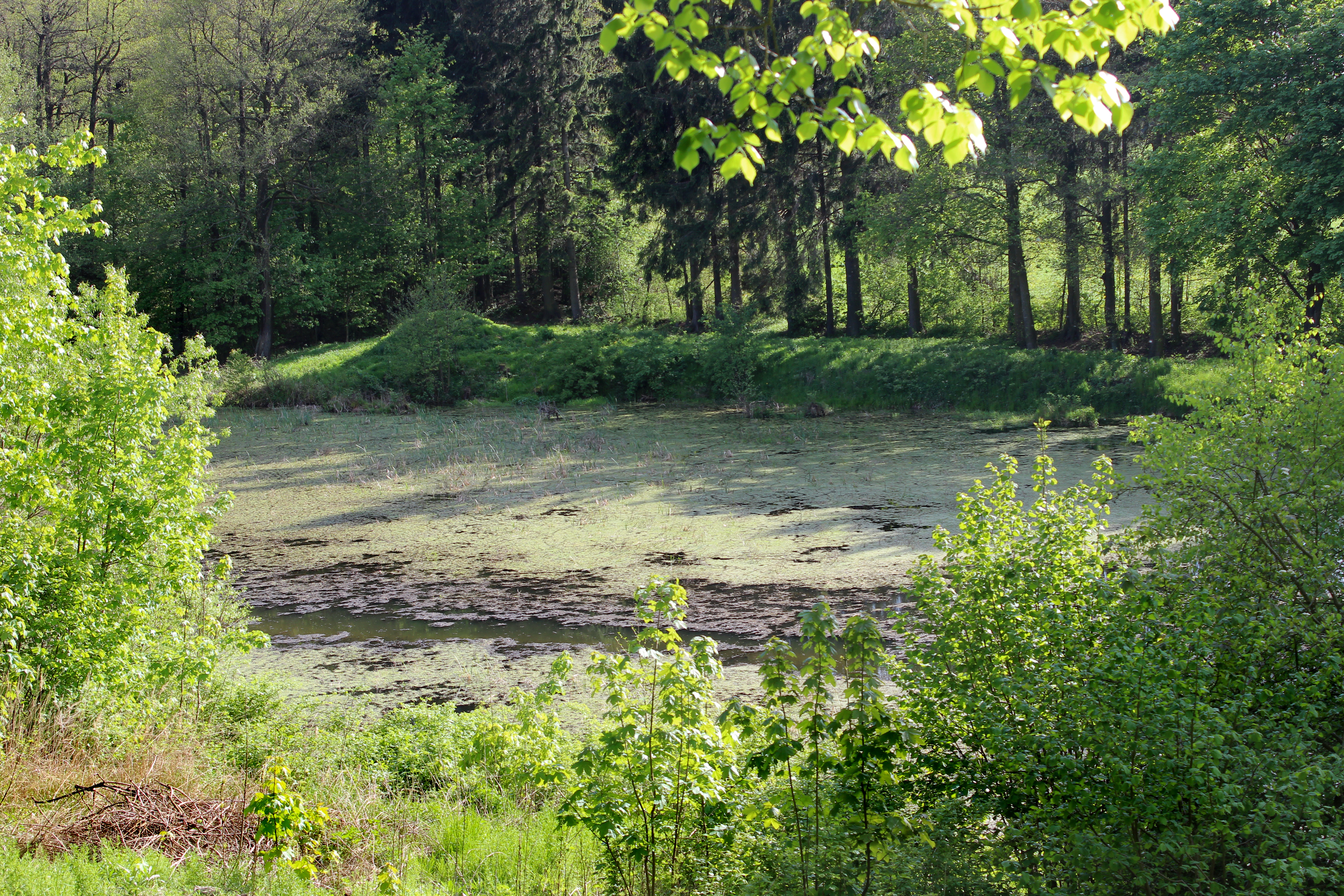
Rybník pod vsí